# Coupe du monde de biathlon 1983-1984
Navigation
Édition précédente Édition suivante
La 7e édition de la Coupe du monde de biathlon commence à Falun en Suède et se conclut à Oslo en Norvège. 
L'Allemand de l'Est Frank-Peter Rötsch remporte le classement général, en devançant Peter Angerer, vainqueur l'année précédente et Eirik Kvalfoss. La saison est ponctuée par la tenue des Jeux olympiques d'hiver de 1984 en Yougoslavie.

## Calendrier et podiums

### Coupe du monde
| Étape                                                           | Lieu         | Épreuve          | Date            | Vainqueur          | Deuxième           | Troisième          |
| --------------------------------------------------------------- | ------------ | ---------------- | --------------- | ------------------ | ------------------ | ------------------ |
| 1                                                               | Falun        | Individuel 20 km | 6 janvier 1984  | Odd Lirhus         | Yvon Mougel        | Tapio Piipponen    |
| 1                                                               | Falun        | Sprint 10 km     | 7 janvier 1984  | Algimantas Šalna   | Risto Punkka       | Eirik Kvalfoss     |
| 2                                                               | Pontresina   | Individuel 20 km | 12 janvier 1984 | Fritz Fischer      | Frank-Peter Rötsch | Holger Wick        |
| 2                                                               | Pontresina   | Sprint 10 km     | 14 janvier 1984 | Eirik Kvalfoss     | Frank-Peter Rötsch | Ralph Goethel      |
| 3                                                               | Ruhpolding   | Individuel 20 km | 19 janvier 1984 | Peter Angerer      | Tapio Piipponen    | Rolf Storsveen     |
| 3                                                               | Ruhpolding   | Sprint 10 km     | 21 janvier 1984 | Peter Angerer      | Terje Krokstad     | Frank-Peter Rötsch |
| Jeux olympiques de Sarajevo (11 février 1984 - 17 février 1984) |              |                  |                 |                    |                    |                    |
| JO                                                              | Sarajevo     | Individuel 20 km | 11 février 1984 | Peter Angerer      | Frank-Peter Rötsch | Eirik Kvalfoss     |
| JO                                                              | Sarajevo     | Sprint 10 km     | 14 février 1984 | Eirik Kvalfoss     | Peter Angerer      | Matthias Jacob     |
| Fin des Jeux olympiques                                         |              |                  |                 |                    |                    |                    |
| 4                                                               | Oberhof      | Individuel 20 km | 1er mars 1984   | Iouri Kachkarov    | Frank-Peter Rötsch | Dmitriy Vasilyev   |
| 4                                                               | Oberhof      | Sprint 10 km     | 3 mars 1984     | Frank-Peter Rötsch | Algimantas Šalna   | Peter Angerer      |
| 5                                                               | Holmenkollen | Individuel 20 km | 7 mars 1984     | Peter Angerer      | Fritz Fischer      | Alfred Eder        |
| 5                                                               | Holmenkollen | Sprint 10 km     | 8 mars 1984     | Eirik Kvalfoss     | Peter Angerer      | Frank-Peter Rötsch |

### Coupe d'Europe (femmes)
En marge de la Coupe du monde, les femmes disputent sur un circuit à part la Coupe d'Europe de biathlon, qui laissera plus tard la place à la Coupe du monde féminine de biathlon, lorsque les compétitions masculines et féminines seront regroupées (saison 1987-1988).